# Kamjanśke (obwód zaporoski)
Kamjanśke (ukr. Кам'янське) – wieś na Ukrainie, w obwodzie zaporoskim, w rejonie wasylowskim. W 2019 liczyła 2054 mieszkańców.